# Hans Henriksson (konstnär)
Hans Axel Henriksson, född 26 mars 1925 i Målilla, död där 28 november 1990, var en svensk målare, tecknare och författare.
Hans Henriksson var son till snickaren Henrik Johansson och Susanna Karlsson. Han studerade konst vid Tekniska skolan och Högre konstindustriella skolan i Stockholm 1941-1945 samt bedrev självstudier under resor till Finland, Schweiz, Italien, Frankrike och Spanien. Separat ställde han ut i Karlskrona och på De ungas salong samt Galerie Æsthetica i Stockholm. Han medverkade i Nationalmuseums utställningar Unga tecknare 1943 och 1944 samt samlings- och grupputställningar på Liljevalchs konsthall. Han var även verksam som reklamtecknare. Hans konst består huvudsakligen av landskapsskildringar utförda i olja eller pastell.